# Eparchie anadyrská
Eparchie anadyrská je eparchie ruské pravoslavné církve na východní Sibiři v Rusku. Jejím sídlem je město Anadyr.

## Území a titul biskupa
Zahrnuje všechny farnosti v Čukotském autonomním okruhu.
Eparchiální biskup nese titul; Biskup anadyrský a čukotský.

## Historie
Eparchie byla zřízena Svatým synodem 19. července 2000 oddělením území z eparchie Magadan.

## Seznam biskupů
- 2000-2008 Diomid (Dzjuban)
- 2008-2009 Mark (Tužikov), dočasný administrátor
- 2009-2011 Nikodim (Čibisov)
- 2011-2015 Serafim (Glušakov)
- 2016-2018 Matfej (Kopylov)
- 2018-2018 Matfej (Kopylov), dočasný administrátor
- od 2018 Ipatij (Golubev)